# 福島玄一
福島 玄一（ふくしま げんいち、1911年4月6日 - 1994年）は、宮城県出身の歯科医師、サッカー選手、サッカー審判員。　

## 経歴
東京府立第五中学校（現：東京都立小石川中等教育学校）でサッカーを始め、日本歯科医学専門学校（現：日本歯科大学）でもサッカー部に入部。1933年に大学を卒業し以降も第一生命保険などでプレーした。
1936年の全日本蹴球選手権大會（第16回天皇杯全日本サッカー選手権大会）で線審を務め以降、日本サッカー協会の審判員として活動を続けた。1958年からは国際審判員としてAFCユース選手権や1964年の東京オリンピックで主審を務めた。1969年には国際Aマッチ10試合以上の条件をクリアし、国際サッカー連盟（FIFA）から日本人初の審判特別功労賞（FIFA Referees’Special Award）を受賞した。
1965年からは審判委員長を務め、審判委員会の設置や審判制度の確立に尽力、後進の指導や育成に貢献。1984年には文部大臣より体育功労者表彰を受賞した。
1994年に死去、享年83。2006年に日本サッカー殿堂に選出された。

## 審判歴
- 1958年-1970年　国際審判員。
- 1961年　第5回FIFA審判研修会（フィレンツェ）出席
- 1969年　FIFA審判特別功労賞受賞。
- 1965年-1971年　JFA審判委員長
- 関東協会審判統制委員長、
- 日本サッカー審判協会副会長